# Alchemilla pseudocalycina
Alchemilla pseudocalycina är en rosväxtart som beskrevs av Sergei Vasilievich Juzepczuk. Alchemilla pseudocalycina ingår i släktet daggkåpor, och familjen rosväxter. Inga underarter finns listade i Catalogue of Life.